# Enispe sychaeus
Enispe sychaeus är en fjärilsart som beskrevs av Brooks 1949. Enispe sychaeus ingår i släktet Enispe och familjen praktfjärilar. Inga underarter finns listade i Catalogue of Life.